# 35977 Лексінгтон
35977 Лексінгтон (35977 Lexington) — астероїд головного поясу, відкритий 3 липня 1999 року.
Тіссеранів параметр щодо Юпітера — 3,343.